# Roma e Jerusalém: A Última Questão Nacional
Roma e Jerusalém: A Última Questão Nacional (em alemão: Rom und Jerusalem, die Letzte Nationalitätsfrage) é um livro publicado em 1862 por Moses Hess em Leipzig. Deu ímpeto ao movimento sionista trabalhista. Em sua obra-prima, Hess defendeu o retorno dos judeus à Palestina e propôs um país socialista no qual os judeus se tornariam agrários por meio de um processo de "resgate da terra".

## Importância
O livro foi o primeiro escrito sionista a colocar a questão do nacionalismo judaico dentro do contexto do nacionalismo europeu. Hess comparou o mundo a uma orquestra que não poderia tocar de forma harmônica enquanto um de seus instrumentos estivesse ausente, sugerindo o autor que a nação judaica seria esse instrumento ausente no concerto das nações.
Hess misturou filosofia secular e religiosa, dialética hegeliana, panteísmo de Spinoza e marxismo . 
Seu pano de fundo foi o assimilacionismo judaico alemão, o antissemitismo alemão e a antipatia alemã ao nacionalismo que surgia em outros países. No texto, Hess usou a terminologia da época, como o termo "raça", apesar de ser um igualitário que acreditava nos princípios da Revolução Francesa e pretendia aplicar os conceitos progressistas de sua época ao povo judeu. 

## Temas principais
O livro foi escrito na forma de doze cartas endereçadas a uma mulher fictícia. Suas ideias principais foram: 
1. Os judeus permanecerão sempre estranhos entre os povos europeus, que podem emancipá-los por razões de humanidade e justiça, mas nunca os respeitarão enquanto os judeus colocarem suas próprias grandes memórias nacionais em segundo plano e se apegarem ao princípio "Ubi bene, ibi patria". (Latim: "onde [está] bem, aí [está] a pátria")
2. O tipo judeu é indestrutível, e o sentimento nacional judaico não pode ser erradicado, embora os judeus alemães, em prol de uma emancipação mais ampla e geral, convençam a si mesmos e aos outros do contrário.
3. Se a emancipação dos judeus é irreconciliável com a nacionalidade judaica, os judeus devem sacrificar a emancipação à nacionalidade. Assim, Hess considera que a única solução para a questão judaica estaria no retorno à Palestina.

## Reações e legado
O livro foi recebido com frieza na época de seu lançamento, com apenas 160 cópias vendidas em um ano. Foi redescoberto somente 40 anos depois e se tornou uma das obras básicas do sionismo por ter antecipado algumas das ideias expostas no Der Judenstaat de Theodor Herzl.